# HD 32612
HD 32612，又名BD-14 1027，SAO 150109、HR 1640，是一颗恒星，视星等为6.41，位于銀經214.33，銀緯-30.21，其B1900.0坐标为赤經4h 59m 18s，赤緯-14° -30.21′ 38″。